# P2 (película)
P2 (en Hispanoamérica, Piso 2: El nivel del pánico) es una película de suspenso y horror estadounidense de 2007 dirigida por Franck Khalfoun, en su debut como director, quien coescribió la cinta junto a los también productores Alexandre Aja y Grégory Levasseur.

## Argumento
Es Nochebuena y Angela (Rachel Nichols) sale tarde de trabajar. Cuando llega al estacionamiento de su oficina, su automóvil no arranca y las puertas están cerradas. En el edificio sólo quedan ella y Thomas (Wes Bentley), el guardia del estacionamiento, que le propone que cene con él. Ella rechaza la proposición e intenta salir para coger un taxi, pero antes de llegar al exterior, alguien la asalta por sorpresa y la duerme con cloroformo. Cuando despierta, se encuentra encadenada a una mesa y vestida para una terrorífica cena de Nochebuena.

## Reparto
- Wes Bentley como Thomas Barclay
- Rachel Nichols como Angela Bridges
- Simon Reynolds como Jim Harper
- Philip Akin como Karl Donson
- Stephanie Moore como Lorraine Bridges
- Miranda Edwards como Jody McKlennan
- Paul Sun-Hyung Lee como Doug Tran Phu
- Grace Lynn Kung como Kim Phu

## Producción
La película reúne a Alexandre Aja, Grégory Levasseur y Franck Khalfoun, quienes anteriormente habían trabajado juntos como director, escritor y actor, respectivamente, en la película de terror de 2003 High Tension. Según Aja, cuando se le preguntó acerca de las comparaciones con High Tension, dijo: "Con una trama fuerte en la línea de High Tension, P2 nos da la oportunidad de explorar más a fondo el aspecto de supervivencia de una película de terror".
P2 comenzó su fotografía principal el 14 de agosto de 2006 y continuó su filmación hasta el 18 de noviembre de 2006. La filmación se llevó a cabo exclusivamente de noche, en un estacionamiento real y en funcionamiento de Toronto. Había catorce vestidos blancos hechos para el personaje de Angela; cada uno estaba en varias etapas de suciedad y descomposición. Se utilizaron tres perros diferentes para interpretar al Rottweiler de Thomas.
Estaba previsto que se estrenara en el Festival de Cine FrightFest de Londres, con sede en el Reino Unido, en agosto de 2007, pero fue retirada poco antes de su fecha y reemplazada por Teeth.
P2 apareció en una campaña publicitaria en el sitio web de redes sociales Myspace, donde también se pudo transmitir un avance de la película.

## Lanzamiento
P2 se estrenó en cines en los Estados Unidos el 9 de noviembre de 2007 y en el Reino Unido el 2 de mayo de 2008. La película sólo obtuvo ingresos promedios en los EE. UU. y algunos otros territorios.

## Recepción
La recepción crítica de P2 fue en general mixta. A partir del 29 de noviembre de 2009, en el agregador de reseñas Rotten Tomatoes, P2 obtuvo una calificación del 33% con el consenso que decía: "P2 está llena de sangre, pero poco suspenso, con una trama del gato y el ratón que se ha hecho muchas veces antes". De un total de 69 reseñas, la película tiene 23 reseñas "frescas" y 46 reseñas "podridas", con una calificación promedio de 4.25 sobre 10.
En Metacritic, la película obtuvo una puntuación media de 37 sobre 100, según 12 reseñas.
Sin embargo, hubo algunas críticas positivas de P2. A Roger Ebert le gustó la película, quien le dio 3 de 4 estrellas, y declaró en su reseña que "aunque la trama puede parecer una película slasher formulada, P2 es de hecho un thriller atmosférico muy bien hecho con personajes valientes pero realistas".

## Premios y nominaciones
| Premio              | Categoría   | Nominado(s) | Resultado | Ref(s) |
| ------------------- | ----------- | ----------- | --------- | ------ |
| Fright Meter Awards | Mejor Actor | Wes Bentley | Nominado  | [ 10 ] |